# 구사미역
구사미역(일본어: 朽網駅)은 일본 후쿠오카현 기타큐슈시 고쿠라미나미구에 위치한 규슈 여객철도 소속 철도역이며, 닛포 본선의 종착역이다. 기타큐슈 공항의 관문 역할을 하는 이 역은, 기타큐슈 시와 후쿠오카 현 혹은 간다정의 논쟁으로 떠오른 역인 가운데, 양 지자체간의 분쟁으로 인한 줄다리기가 계속되고 있다. 그리고 기타큐슈 공항으로 가는 셔틀버스가 30분 간격으로 운행되기도 한다.

## 역구조 및 승강장
상대식 승강장 2면 2선을 가지는 지상역에서, 선상 역사를 갖춘다. 엘리베이터는 개찰구와 각 플랫폼 및 서쪽 출구 ·공항쪽 출구에 각 1대씩 설치되어 있다.또, 에스컬레이터가 서쪽 출구· 공항쪽 출구로 올라가는 방향만 설치되어 있다.
| 플랫폼 | 노선        | 방향   | 행선지                             |
| 1      | ■ 닛포 본선 | 상행선 | 고쿠라 · 모지 항 · 시모노세키 방면 |
| 2      | ■ 닛포 본선 | 하행선 | 유쿠하시 · 나카쓰 · 오이타 방면    |

## 인접 역
| 닛포 본선            | 닛포 본선 | 닛포 본선               |
| -------------------- | --------- | ----------------------- |
| 시모소네 고쿠라 방면 | ■ 보통    | 간다 가고시마 중앙 방면 |